# Michelle Keegan

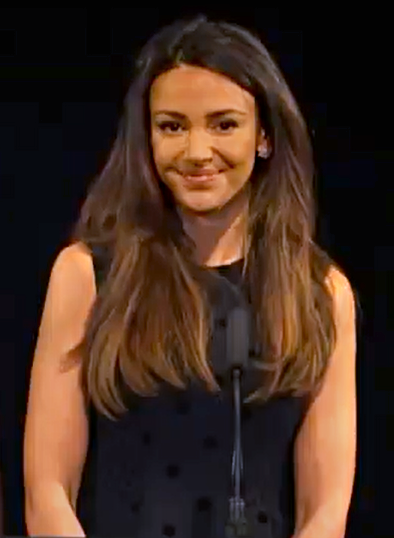
Michelle Keegan (2018)

Michelle Elizabeth Keegan (ur. 3 czerwca 1987 w Stockport) – angielska aktorka, która grała m.in. serialach Coronation Street, Dziewczyna z jednostki, Brassic i Ten Pound Poms.

## Filmografia

### Filmy
| Rok  | Tytuł                            | Rola          | Uwagi    |
| ---- | -------------------------------- | ------------- | -------- |
| 2008 | Coronation Street: Out of Africa | Tina McIntyre | film DVD |
| 2018 | Strangeways Here We Come         | Demi          |          |

### Seriale
| Rok        | Tytuł                                | Rola                       | Uwagi                    |
| ---------- | ------------------------------------ | -------------------------- | ------------------------ |
| 2008–2014  | Coronation Street                    | Tina McIntyre              | w gł. obsadzie; 861 odc. |
| 2015       | Ordinary Lies                        | Tracy Shawcross            | w gł. obsadzie           |
| 2016, 2017 | Drunk History                        | Elżbieta I, Maria I Stuart | 2 odcinki                |
| 2016–2020  | Dziewczyna z jednostki (Our Girl)    | Georgie Lane               | w gł. obsadzie           |
| 2016       | Plebs                                | Ursula                     | 1 odc.                   |
| 2017       | Tina and Bobby                       | Tina Moore                 | gł. rola                 |
| 2017       | The Keith & Paddy Picture Show       | księżniczka Leia           | 1 odc.                   |
| od 2019    | Brassic                              | Erin Croft                 | w gł. obsadzie           |
| 2023       | Ten Pound Poms                       | Kate                       | w gł. obsadzie           |
| 2024       | Już mnie nie oszukasz (Fool Me Once) | Maya                       | gł. rola                 |